# Артешина, Ольга Дмитриевна
Ольга Дмитриевна Артешина (род. 27 ноября 1982, Куйбышев, РСФСР, СССР) — российская профессиональная баскетболистка, играла на позиции лёгкого форварда. Последним клубом был УГМК. Заслуженный мастер спорта России. Ольга Артешина — неоднократный чемпион и призёр многих международных соревнований в составе женской сборной России по баскетболу.
Осенью 2008 года родила дочь Дашу, из-за чего пропустила Олимпийские игры 2008, и возобновила спортивную карьеру весной 2009 года.

## Награды
- Чемпион России: 2004, 2005, 2006, 2010, 2011, 2012, 2013, 2014, 2015, 2016, 2017, 2018
- Серебряный призёр чемпионата России: 2002, 2003, 2007, 2008.
- Бронзовый призёр чемпионата России: 2009.
- Обладатель Кубка России : 2004, 2006, 2007, 2010, 2011 (MVP финала), 2012, 2013, 2014, 2017 (MVP финала).
- Обладатель Кубка мира : 2003.
- Победитель Мировой лиги: 2004, 2005, 2007.
- Чемпион Евролиги: 2005, 2013, 2016, 2018
- Серебряный призёр Евролиги: 2015
- Бронзовый призёр Евролиги: 2014, 2017
- Обладатель Суперкубка Европы: 2016